# 新井田隆景
新井田 隆景（にいた たかかげ）は、戦国時代から安土桃山時代にかけての武将。大崎氏の家臣。新井田城主。姓に関しては新田（にった）ともいわれる。

## 略歴
上狼塚城主・里見隆成の子として誕生。
美貌であったため主君・大崎義隆の寵愛を得たといわれ、これを恃みにして権勢を振るったため、大崎氏の同僚である氏家吉継と事あるごとに対立したとされ、これが天正16年（1588年）の大崎合戦の遠因になったとされる。